# Белокрылые веснянки
Белокрылые веснянки, или лейктриды (лат. Leuctridae) — семейство насекомых из отряда веснянок.

## Описание
Веснянки длиной тела от 4 до 14 мм. Церки односегментные. Крылья нормально развиты, складываются трубкообразно и выпукло лежат над брюшком.

## Систематика
В состав семейства включают более 200 видов
- Leuctrinae  Klapálek1905
  - Leuctrini  Klapálek 1905
    - Calileuctra Shepard & Baumann, 1995
    - Despaxia Ricker, 1943
    - Euleuctra Illies, 1966
    - Leuctra Stephens, 1836
    - Moselia Ricker, 1943
    - Pachyleuctra Despax, 1929
    - Paraleuctra Hanson, 1941
    - Perlomyia Banks, 1906
    - Pomoleuctra Stark & Kyzar, 2001
    - Rhopalopsole Klapálek, 1912
    - Zealeuctra Ricker, 1952

  - Tyrrhenoleuctrini
    - Tyrrhenoleuctra Consiglio, 1957
- Megaleuctrinae  Zwick 1973
  - Megaleuctra Neave, 1934
- Incertae sedis
  - †Lycoleuctra Sinitshenkova, 1987

## Распространение
Встречаются в Евразии и Северной Америке.